# نايجل اولسون
نايجل اولسون (بالإنجليزية: Nigel Olsson)‏ هو مغني بريطاني، ولد في 10 فبراير 1949 في والاسي في المملكة المتحدة.

## وصلات خارجية
- الموقع الرسمي
- نايجل اولسون على موقع IMDb (الإنجليزية)
- نايجل اولسون على موقع ميوزك برينز (الإنجليزية)
- نايجل اولسون على موقع أول ميوزيك (الإنجليزية)
- نايجل اولسون على موقع ديسكوغز (الإنجليزية)
- نايجل اولسون على موقع قاعدة بيانات الفيلم (الإنجليزية)